# Robert Van Lancker
Robert Van Lancker (Grâce-Berleur, Grâce-Hollogne, 11 de desembre de 1947) és un ciclista belga, ja retirat, que fou professional entre 1969 i 1976. Es dedicà principalment al ciclisme en pista.
El 1968 va prendre part en els Jocs Olímpics de Mèxic, en què va guanyar la medalla de bronze en la prova de tàndem, fent parella amb Daniel Goens. En la prova de velocitat individual quedà eliminat en els vuitens de final.
En el seu palmarès destaquen dos campionats del món de velocitat i set campionats nacionals.

## Palmarès
- 1967
  -  Campió de Bèlgica de tàndem amateur, amb Daniel Goens
- 1968
  -  Campió de Bèlgica de velocitat amateur
  -  Campió de Bèlgica de tàndem amateur, amb Daniel Goens
  -  Medalla de bronze als Jocs Olímpics de Ciutat de Mèxic en tàndem
- 1970
  -  Campió de Bèlgica de tàndem, amb Jean Lindekens
  -  Campió de Bèlgica de velocitat
- 1971
  - Campió d'Europa de Velocitat
  -  Campió de Bèlgica de velocitat
- 1972
  -  Campió del món de velocitat
  -  Campió de Bèlgica de velocitat
- 1973
  -  Campió del món de velocitat
  -  Campió de Bèlgica de velocitat
  - 1r als Sis dies de Mont-real, amb Ferdinand Bracke
- 1974
  -  Campió de Bèlgica de velocitat
- 1976
  -  Campió de Bèlgica de velocitat